# Nikita Sandkvist

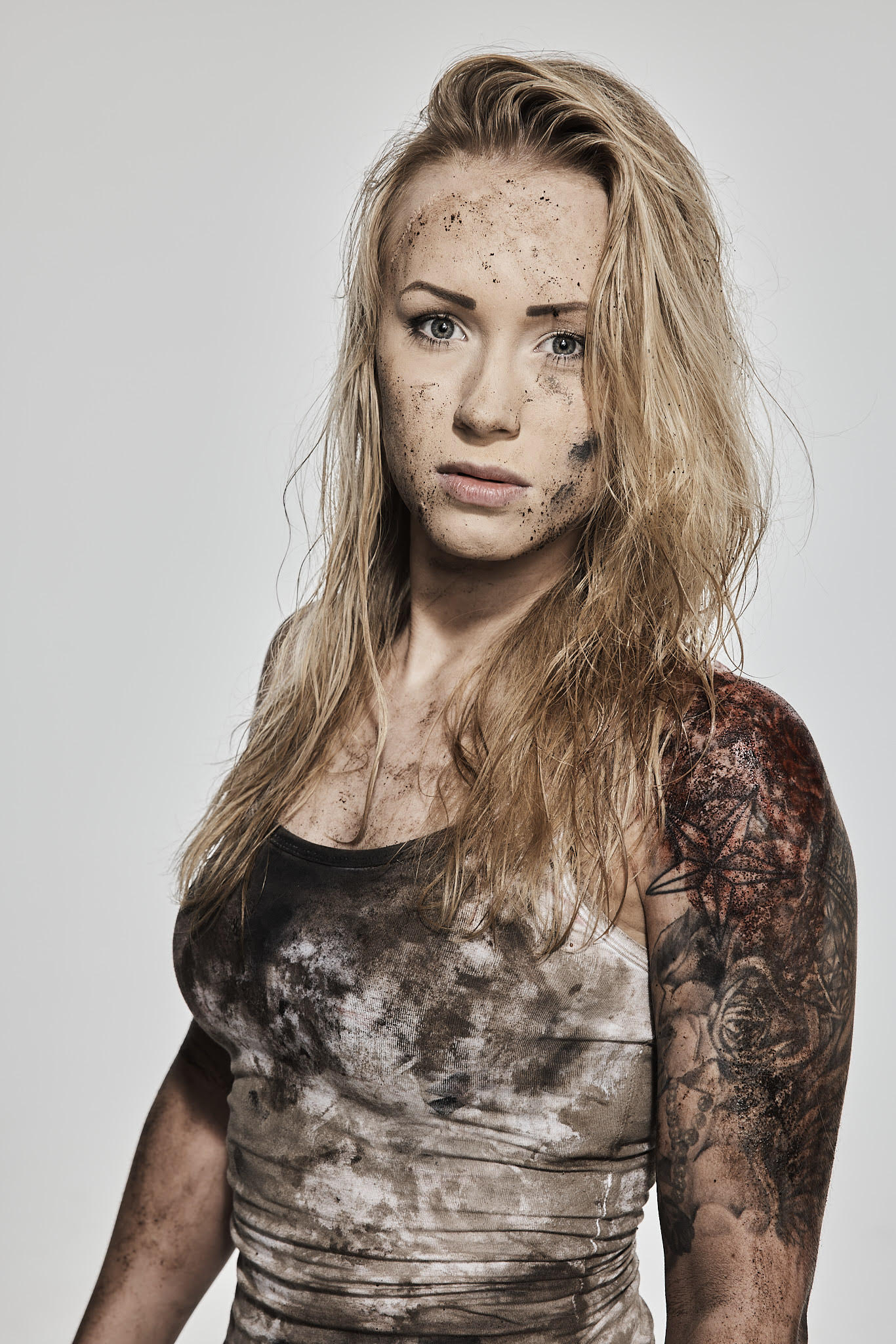
Foto från One of us

Marketta Nikita Susanne Sandkvist, född 18 juli 1999 i Stockholm, död 14 februari 2022 i Nynäshamns distrikt, var en svensk skådespelare.
Nikita Sandkvist, som gick i Adolf Fredriks musikklasser åren 2009–2015, hade roller i svenska barnprogram som Supersnällasilversara och Stålhenrik, julkalendern 2009 Superhjältejul, Kent Agent, Här är din mat och Häxan Surtant. Hon hade en av huvudrollerna i långfilmen One of Us, där hon även producerade delar av filmmusiken.
Sandkvist medverkade i podcasten Vad sa du sa du? av Jonna Olsson där hon berättade om träning, ätstörningar och psykisk ohälsa.
Den 14 februari 2022 begick Nikita Sandkvist självmord.

## Filmografi (i urval)
| År        | Titel                                | Roll        |
| --------- | ------------------------------------ | ----------- |
| 2021      | One of us                            | Neo         |
| 2015      | Pinata                               | Superhjälte |
| 2011      | Extra! Extra!                        | Nikita      |
| 2010      | Varning för barn                     | Nikita      |
| 2010      | Här är din mat                       | Gästkändis  |
| 2010      | Kent Agent                           | Nikita      |
| 2009      | Superhjältejul                       | Lotta       |
| 2005–2008 | Häxan Surtant                        | Prinsessa   |
| 2005      | Nikita om döden                      | Nikita      |
| 2005      | Postkodmiljonären                    | Speaker     |
| 2005      | Supersnällasilversara och Stålhenrik | Anna        |
| 2004      | Lilla Anna och Sven Melander         | Anna        |
| 2004      | Jag kan visst åka själv              | Amanda      |